# Hacı Zeynalabdin
Hacı Zeynalabdin (ou Nasosnaya) est une ville d’Azerbaïdjan de plus de 20 000 habitants.